# Represa de Juturnaíba
A represa de Juturnaíba é uma represa localizada entre os municípios de Silva Jardim e Araruama, no local de confluência entre os rios São João, Capivari e Bacaxá. O empreendimento é um grande reservatório de água doce, e o maior destinado ao fim de abastecimento humano no estado do Rio de Janeiro.
Na represa, existem duas estações de tratamento de água: uma administrada pela concessionária Prolagos, e a outra, pela Águas de Juturnaíba; estas centrais de captação abastecem a maior parte da população da mesorregião das Baixadas Litorâneas, e, integralmente, a microrregião dos Lagos, abastecendo um total de 1,2 milhão de pessoas.

## Origem do nome
O nome Juturnaíba é originário da palavra indígena tupi “Nhetoronoa-aba” ou “Nhetoranga-aíba”, que significa “lago medonho” ou “mal-assombrado” e foi dado devido à presença de um ronco que se ouvia em suas águas. Na cultura indígena, dizia-se ser o Ururau, mas especula-se que o barulho poderia ser da própria água da antiga lagoa descendo por alguma queda d'água.

## Características
A represa possui uma área alagada em formato irregular, formado pelo afogamento da antiga lagoa mais 4 braços distinguíveis: o do rio São João ao norte, Capivari ao oeste, Bacaxá e o seu afluente, o rio da Onça ao sul. Esta forma garante ao espelho d'água uma superfície de 43 km², um perímetro de 85 km, comprimento de 15 km e uma largura máxima de 4 km.
O nível máximo da água é de 8,4 m, o volume, 10 milhões de m³, um influxo anual de 29 m³/s, um tempo de residência médio da água de 38 dias e a profundidade média e máxima de 2,3 e 8 metros, respectivamente.
A área de drenagem da represa de 1376 km², sendo 565,7 km² a contribuição do rio São João, 565,5 km² do rio Bacaxá, 220,4 km² do Capivari, e 43 km² da própria área alagada. Totalizando 62% de toda a bacia do Rio São João.

## Uso das águas
A construção da represa teve como objetivo o abastecimento humano e industrial, e hoje é a maior fonte de captação da água para uso humano de todo o Estado do Rio de Janeiro e o único manancial regional que é capaz de abastecer integralmente os municípios da Baixadas Litorâneas, com as concessionárias Águas de Juturnaíba, abastecendo os municípios de Araruama, Silva Jardim e Saquarema e a a Prolagos, que abastece Armação dos Búzios, Arraial do Cabo, Iguaba Grande, São Pedro da Aldeia e Cabo Frio. Totalizando o abastecimento total de 1,2 milhões de pessoas, (contabilizando a população flutuante).
A represa, além de ter a importante função de abastecer oito municípios, também oferece sustento às famílias dos pescadores locais, atividades como banho e natação, pesca esportiva, passeios turísticos feitos por embarcações, irrigação, e dessedentação dos animais dos pastoreios próximos.

## Construção da represa
A represa foi construída inundando a área da antiga Lagoa de Juturnaíba, local de confluência dos rios Bacaxá, e Capivari com o rio São João, o corpo d'água possuía uma área aproximada de 6km² em formato quase retangular e, com uma profundidade média de 4m. No período de chuvoso poderia chegar a atingir 8km².
A partir de 1974, a bacia do Rio São João foi alvo do Programa Especial para o Norte Fluminense, vinculado ao antigo Ministério do Interior. Este programa realizou várias obras, através do Departamento Nacional de Obras e Saneamento (DNOS), como obras de retificação, drenagem e a construção da represa de Juturnaíba, que teve sua obra iniciada em 1978 e cobriu completamente a área da antiga lagoa em 1984. Com a área alagada passando de 8 km² para 43 km², criou-se um ecossistema diferente do que havia na antiga lagoa.
Outros objetivos da construção da barragem, além do abastecimento humano, foram o controle de enchentes do rio São João e auxiliar na irrigação das terras planas drenadas pelo DNOS antes da construção do reservatório, terras essas selecionadas pelo programa Proálcool de cultivo de cana-de-açúcar e de outras lavouras a jusante e a montante da represa, como a de inhame, cítricos e arroz. Todavia, esse objetivo não foi alcançado.

## Estrutura
A barragem é feita em terra e pedra, com comprimento de 3.460m de comprimento, o vertedouro possui estrutura em concreto e forma em labirinto (zigue-zague). Possui 4 comportas laterais em cada lado do vertedouro da represa em cotas mais baixas para os canais de irrigação. Há também uma ponte de concreto que liga as cristas do lado esquerdo e direito da barragem, que são separadas pelo vertedouro de 180 metros.

## Manutenção
A represa de Juturnaíba é uma obra federal, mas desde a extinção do DNOS, o empreendimento não possui um dono claro, podendo ter sua responsabilidade atribuída tanto ao Ministério do Desenvolvimento Regional ou a Agência Nacional das Águas e Saneamento Básico (ANA). Apesar de não haver um dono reconhecido da barragem, a concessionária de água Prolagos é responsável pela recuperação da barragem, do vertedouro e das comportas, por força de contrato firmado com o governo estadual, através da ASEP, atual Agenersa.
A barragem de Juturnaíba tem sido alvo de vistorias e de preocupações pois registrou-se diversos riscos ambientais relacionados ao escoamento das águas que podem danificar as comportas para o fornecimento de água.. A situação da barragem foi considerada emergencial e alarmante. Um relatório do Inea considerou a barragem como tendo alto potencial de dano associado (considerando perdas de vida e impactos ambientais e econômicos).
Problemas nas estruturas dos vertedouros da barragem e problemas operacionais ocasionados pela vegetação aquática e as ilhas flutuantes são apontados como problemas de segurança da represa de Juturnaíba. O custo de manutenção estimado é de 15 milhões de reais no ano de 2017.

## Problemas ambientais
Durante e após a construção do reservatório ocorreu o surgimento de ilhas flutuantes de plantas aquáticas, causando impactos ambientais. As ilhas de gigogas ocupam parte do espelho d'água, matando peixes pela diminuição do oxigênio dissolvido na água. Tornou-se recorrente a presença de algas em teores elevados que durante os períodos de intensa proliferação dificultam o tratamento da água, causam a necessidade de intervenções operacionais e a limpeza dos reservatório das ETAs
Dentre as causas da elevada eutrofização do reservatório, estão: o lançamento de esgoto urbano sem tratamento adequado, a construção do reservatório sem a remoção prévia da vegetação, a alta incidência solar, uso inadequado do solo e a ocupação da bacia de drenagem da represa. Com estas condições, torna-se propícia a floração de algas que causam estes problemas.
Observa-se também que a capacidade do reservatório pode estar diminuindo através do rápido assoreamento e várias partes do reservatório de encontram assoreadas dificultando a navegação de embarcações.

## Pesca e fauna
A antiga lagoa de Juturnaíba servia de habitat para 34 espécies de peixe como traíras, acarás, piabanhas, piaus, sairus, cascudos, robalo e tainha. Crustáceos como mexilhões, pitus e lagostas também faziam presença na lagoa, além de aves aquáticas e o Jacaré-do-papo-amarelo.
A construção da represa teve efeitos pouco estudados na biodiversidade, entretanto, ocorreu o desaparecimento de três espécies de peixe a montante da represa: robalo, tainha e pitu. O desaparecimento se deu porque a barragem impede a migração dos cardumes de peixes, já que a represa não foi construída com uma escada para a migração de peixes, contrariando normas legais

Além do desaparecimento de espécies nativas, houve a introdução de espécies exóticas no corpo d'água: tucunaré, bagre-africano, tambaqui, pacu, tilápia, carpa comum e carpa capim.